# Diecéze Lodi
Diecéze Lodi (latinsky Dioecesis Laudensis) je římskokatolická diecéze v italské Lombardii, která tvoří součást Církevní oblasti Lombardie. V jejím čele stojí biskup Maurizio Malvestiti, jmenovaný papežem Františkem v roce 2014.

## Stručná historie
Diecéze v Perugii vznikla zřejmě již ve 4. století díky působení sv. Bassiana a od počátku byla podřízena metropoli v Miláně. Původním sídlem diecéze bylo římské město Laus Pompeia (dnešní Lodi Vecchio), které bylo zničeno Miláňany v 11. století, a tak císař Fridrich Barbarossa v roce 1158 založil nové Lodi, kam bylo roku 1163 přeneseno sídlo diecéze.